# Suhpalacsa trimaculatus
Suhpalacsa trimaculatus är en insektsart som beskrevs av Tim R. New 1984. Suhpalacsa trimaculatus ingår i släktet Suhpalacsa och familjen fjärilsländor. Inga underarter finns listade i Catalogue of Life.